# Mount Ruang
Ruang er en stratovulkan i øgruppen Sangiheøerne i den indonesiske provins Sulawesi Utara. Den består af en ø på 4 × 5 km. Toppen er delvist udfyldt af en lavakuppel og når op i 725 meters højde. Fra toppen kan man se bjerget Mount Klabats top mod syd, øen Siau mod nord og byen Ternate mod øst.

## Geologi
Toppen af bjerget er delvist fyldt med en lavakuppel dannet som følge af vulkansk aktivitet i 1904. Siden da er vulkansk aktivitet blevet observeret med dannelse af lavakupler og pyroklastiske strømme. Øens vulkan er 4 gange 5 km stor.

## Udbrud

### Før det 21. århundrede
Der er registreret mindst 16 udbrud fra vulkanen, hvoraf det første fandt sted i 1808. Den tyske videnskabsmand Adolf Meyer var vidne til et stort udbrud i 1871. Ruang var ubeboet på det tidspunkt, men udbruddet forårsagede en tsunami der udslettede det meste af en landsby på den nærliggende ø Tagulandang. De fleste af indbyggerne druknede. Dødstallet blev anslået til at være omkring 300 til 400.

### April 2024
Udbruddene, der begyndte kl. 21:45 lokal tid (13:45 GMT) den 16. april 2024, tvang over 800 mennesker til at evakuere øen til nærliggende ø Tagulandang. Der blev oprettet en sikkerhedszone på først 4 km og senere 6 km fra krateret. Den 17. april hævede myndighederne vulkanens alarmniveau til fire, det højeste i Indonesien, og udstedte et tsunamivarsel, som medførte  at 11.000 beboere og evakuerede i Tagulandang skulle flyttes til Manado på Sulawesi på grund af risiko for at vulkanen ville styrte i havet. Udbruddet førte også til lukning af lufthavnen i Manado. De lokale myndigheder erklærede en 14-dages undtagelsestilstand. Mindst 501 huse og bygninger blev beskadiget af udbruddet. Efter to ugers reduktion i aktiviteten brød vulkanen ud igen den 30. april og tvang lufthavnen i Manado og andre lufthavne så langt væk som til Gorontalo-provinsen til at lukke. Alle 843 indbyggere på Ruang-øen blev evakueret til Manado, mens 12.000 indbyggere i Tagulandang blev flyttet til øen Siau med skib.
Flyselskaber fra Vestmalaysia og Singapore aflyste flyvninger til Sabah og Sarawak den 18. april på grund af nedsat sigtbarhed. Svovldioxidfanen fra vulkanen strakte sig 1.000 km og dækkede hele Borneo fra den 19. april. Luftkvaliteten i Sabah og Sarawak blev dog ikke påvirket af udbruddet.